# Casper Schoppen
Casper Schoppen (21 maart 2002) is een Nederlands schaker uit Utrecht. Sinds 2020 is hij een Grootmeester (GM).

## Schaakcarrière
In 2019 won Schoppen het Open Nederlands Kampioenschap schaken. Hij was met 17 jaar de jongste winnaar ooit. In november 2019 won hij het NK Snelschaken, na een tiebreak gespeeld te hebben tegen Loek van Wely.
Begin maart 2020 scoorde Schoppen zijn derde grootmeesternorm tijdens het New Chess Brains Turnier in Hamburg.Eveneens in 2020 won hij het Daniël Noteboom-toernooi.
Schoppen speelt in de Nederlandse competitie voor het Leidsch Schaakgenootschap